# Via Amerina

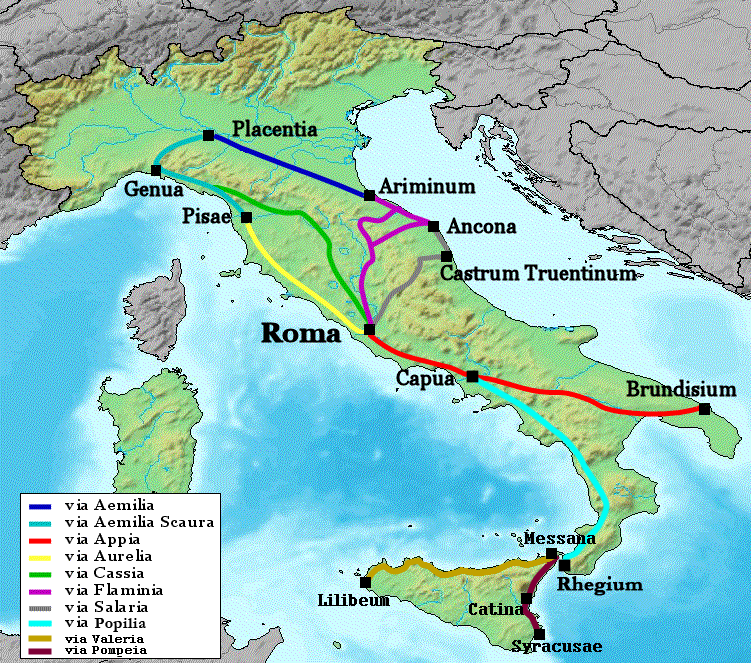
Itinéraire de la Via Cassia (en vert).

La Via Amerina était une route qui débutait au nord, à la sortie de la Via Cassia près de Baccanae (Statio ad Vacanas), traversait l'Ombrie en desservant les villes de Faleries, Tuder et Pérouse et finit par rejoindre à nouveau la Via Cassia à Clusium. 

## Histoire
La Via Amerina doit probablement son nom au légendaire roi ombrien Ameroe auquel la ville d'Amelia (Ameria) doit son nom. La route a été tracée entre -220 et 219 av.J.-C. par le censeur Caius Flaminius, un des principaux artisans de l'expansion romaine vers la vallée padane en réutilisant des parcours plus anciens découlant des formes de peuplement éparpillé umbro-italique.

Lors des incursions du lombard Faroald duc de Spolète, qui coupèrent la Via Flaminia, voie de communication vitale entre Rome et Ravenne, la Via Amerina fut améliorée et fortifiée constituant l'unique liaison entre Rome et l'Empire d'Orient traversant le couloir byzantin. Ces œuvres figurent parmi les derniers travaux routiers réalisés en Italie dans l'Antiquité tardive. 
Devenue la nouvelle route militaire et stratégique, la Via Amerina « est devenue le noyau de communications de l'Italie impériale et la preuve que l'impériale Italie existait encore. » 
La Table de Peutinger, un itinéraire pictural d'époque médiévale réalisée à partir de documents du Bas-Empire romain, énumère tout au long de la Via Amerina les cités de Nepe, Faleros, Castellum Amerinum, Ameria, Tuder, Vettona, Pirusio et Clusio (Chiusi) où la route rejoignait la via Cassia.
La dernière nouvelle concernant l'utilisation effective de la via Amerina remonte à l'an  1497, quand César Borgia décréta sa fin en ordonnant la destruction du pont sur le Tibre près de Orte.

## Sources
- Voir lien externe